# Dornraptor

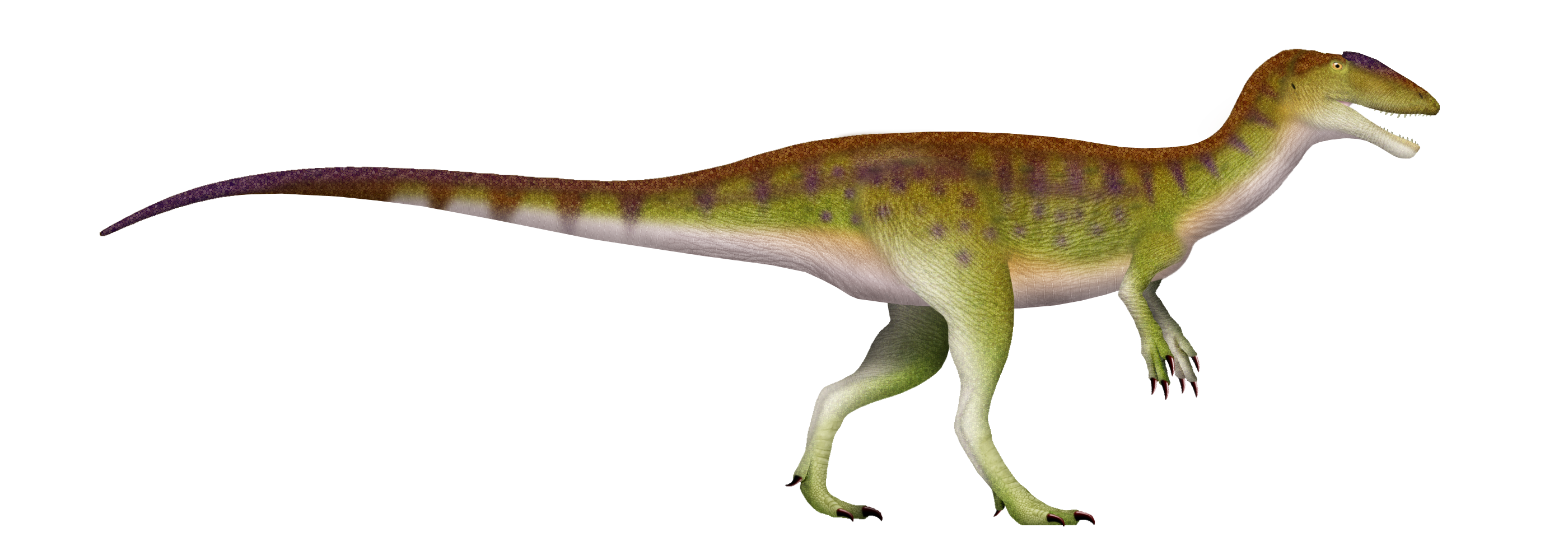
Dornraptor

Dornraptor is een geslacht van vleesetende theropode dinosauriërs, behorende tot de Tetanurae, dat tijdens de vroege Jura leefde in het gebied van het huidige Engeland. De enige benoemde soort is Dornraptor normani.

## Naamgeving
Dornraptor heeft een ingewikkelde en lange voorgeschiedenis. Midden negentiende eeuw vond James Harrison in zijn cementgroeve aan de kust bij Lyme Regis, bij Black Ven nabij Charmouth in Dorset, resten van dinosauriërs. Verschillende daarvan gaf hij aan zijn vriend, de fossielenverzamelaar en gepensioneerde arts Henry Norris, die een eigen tentoonstellingsruimte had in zijn huis te South Petherton. In 1858 zond Norris enkele beenderen, waaronder een linkerdijbeen, dat nu bekend staat als specimen GSM 109560, op naar professor Richard Owen, indertijd de meest gezaghebbende Britse paleontoloog. In 1859 benoemde Owen op grond hiervan het geslacht Scelidosaurus, een kleine gepantserde planteneter en een lid van de Thyreophora.

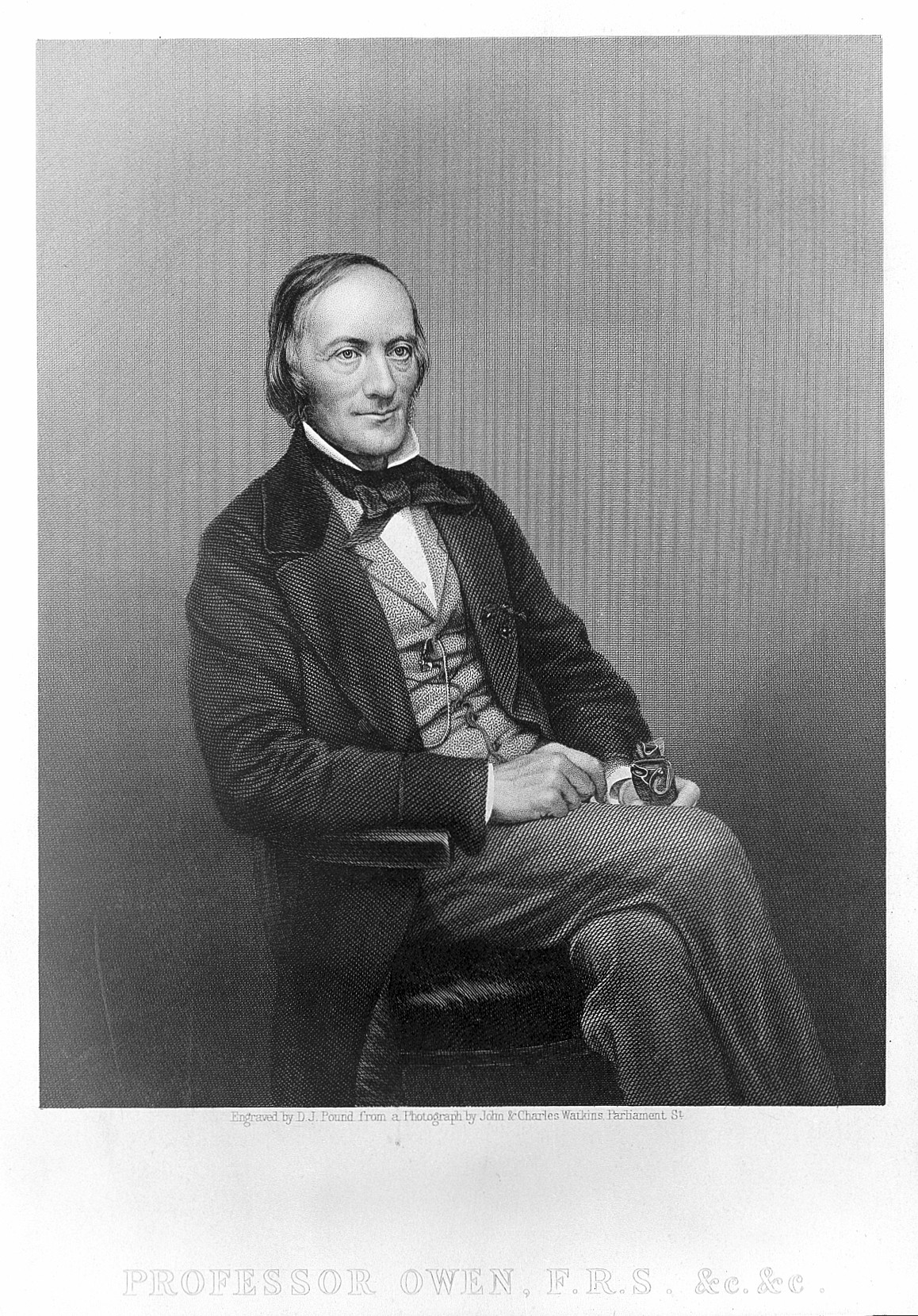
Richard Owen was de eerste die het materiaal beschreef

Harrison werd zich door Owens reactie meer van het belang van de vondsten bewust. Hij doorzocht Norris zijn collectie nauwkeuriger en vond daar een stuk dat tegenwoordig het inventarisnummer BMNH 39496 draagt. Het wordt vaak omschreven als een "kniegewricht". Het bestond uit het onderste uiteinde van een rechterdijbeen dat met een stuk omringend gesteente verbonden was met het bovenste uiteinde van een scheenbeen en een kuitbeen. Ook dit specimen deed men Owen toekomen, samen met aanvullende resten van de planteneter, waarna in 1861 de typesoort van Scelidosaurus, Scelidosaurus harrisoni, benoemd werd.

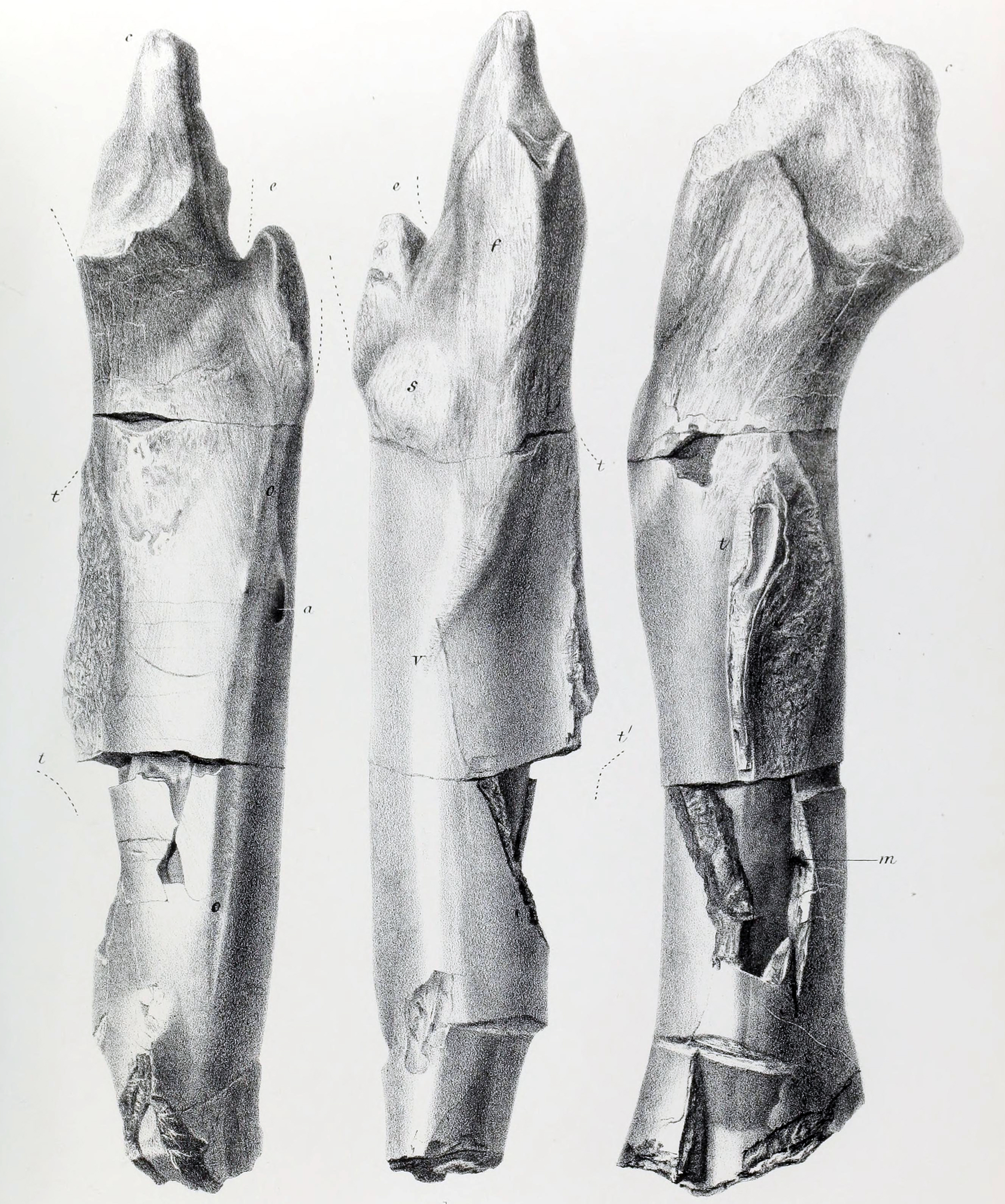
GSM 109560

Owen gaf geen holotype aan. Het materiaal bestond dus uit een reeks syntypen. In 1888 publiceerde Richard Lydekker een catalogus van de fossielen van het British Museum. Hierin stelde hij, zonder argumentatie, dat BMNH 39496 het typespecimen was van Scelidosaurus. Dat maakte het stuk impliciet tot het lectotype.
Lange tijd werd dit alles algemeen aanvaard totdat Bernard Newman in 1968 stelde dat beide dijbeenderen in geen geval van Ornithischia konden zijn. Ze moesten aan een of andere theropode toebehoren, misschien zelfs hetzelfde individu, wellicht een verwant van Megalosaurus. In beginsel betekende dit dat de naam Scelidosaurus de identiteit van het type moest volgen en dus een roofsauriër werd. In feite werd die gevolgtrekking door iedereen vermeden: de naam was te ingeburgerd voor de planteneter. Men besloot officieel een neotype te bepalen voor Scelidosaurus. Dat bleek een moeizaam proces. Eerst na het overlijden van Newman stelde Alan Jack Charig de procedure in werking en pas in 1994 werd een neotype ingesteld.
Dit betekende ook dat de dijbeenderen geen naam meer hadden. In 1974 bestudeerden Samuel Paul Welles en Jaime Powell het materiaal in het kader van een geplande studie van Europese theropoden. Het werd daarin benoemd als Merosaurus newmani. De geslachtsnaam betekent "dijsauriër". De studie werd echter nooit als zodanig gepubliceerd. Het manuscript werd verworven door de excentriekeling Stephan Pickering die delen ervan en de naam liet afdrukken in een nieuwsbrief. Omdat die geen echte editie vertegenwoordigde, bleef de naam een ongeldige nomen nudum of althans een nomen non rite publicatum.

Diagram bewaard materiaal

Intussen nam de kennis van basale theropoden snel toe. Daardoor werd het duidelijk dat het niet om een megalosauride ging. In het begin van de eenentwintigste eeuw dachten de meeste onderzoekers dat het een lid van de Tetanurae betrof hoewel soms ook een positie in de Coelophysoidea aangenomen werd.
Matthew G. Baron besloot dat het tijd was wel een geldige soort te benoemen. Dat werd in 2024 Dornraptor normani. De geslachtsnaam is een combinatie van Dorn, een afkorting van Dornwaraceaster, de oude Angelsaksische naam voor Dorset (het kamp, ceaster, van Durnonovaria), met het Latijn raptor, "rover". De soortaanduiding eert David Bruce Norman, welke paleontoloog jaren lang Scelidosaurus bestudeerd heeft.
Het holotype is de "rechterknie" BMNH 39496. Het oorspronkelijk aangehechte stuk kuitbeen is later losgemaakt en nu zoek. Het linkerdijbeen GSM 109560, dat beide uiteinden mist, werd toegewezen. Volgens Baron stammen beide stukken uit de Blue Lias die dateert uit het onderste Sinemurien, maar andere onderzoekers vermoeden een herkomst uit de Black Ven Marl-afzetting van de jongere Charmouth Mudstone Formation in welk geval ze zo'n 190 miljoen jaar oud zijn. Het betreft de oudste Britse theropode op Pendraig na.

## Beschrijving

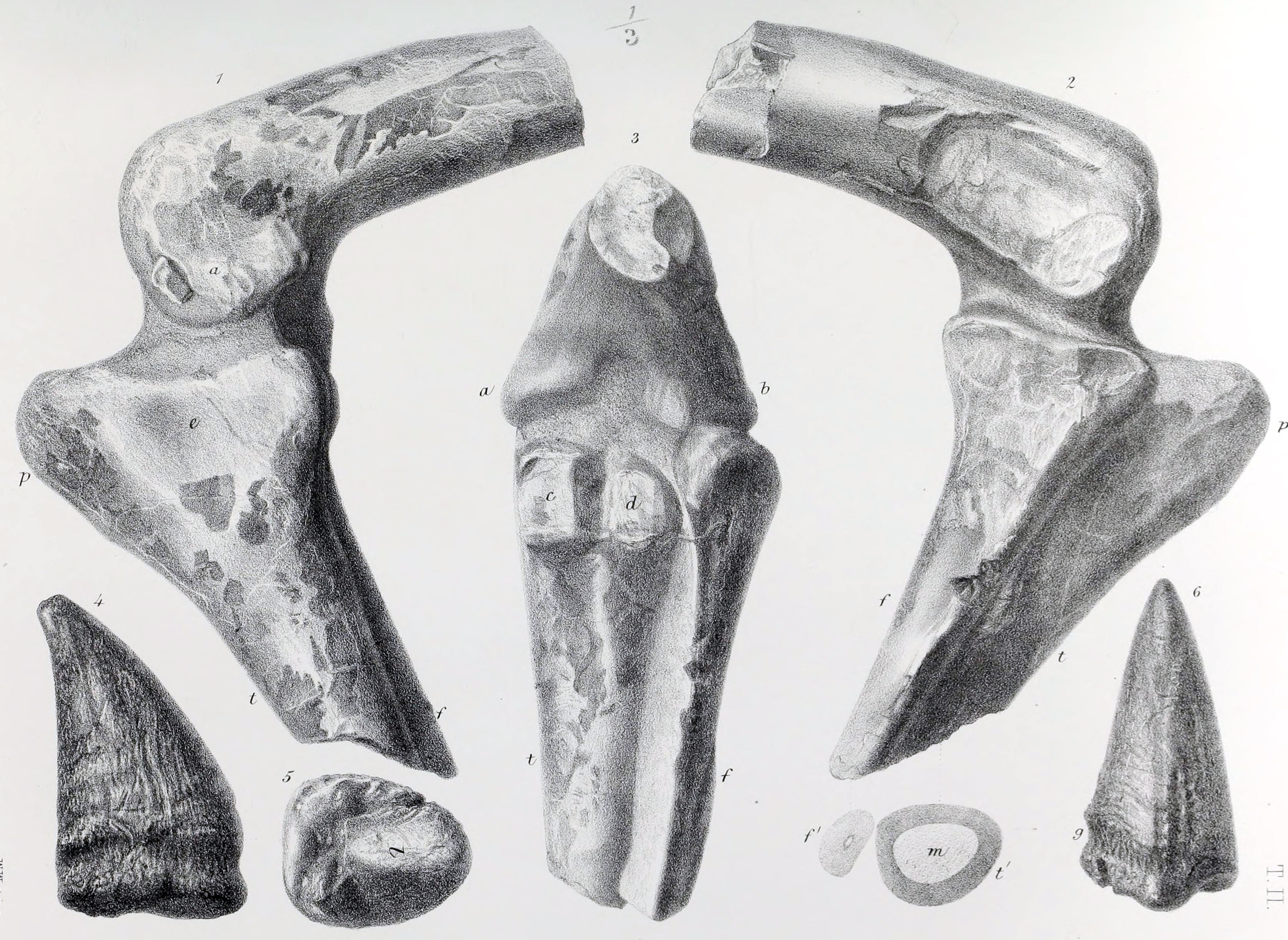
Het holotype, nog met kuitbeen, afgebeeld in Owen (1863)

Dornraptor kan niet langer geweest zijn dan enkele meters. Michael Mortimer schatte de oorspronkelijke lengte van het dijbeen dat het holotype vormt op achtendertig centimeter. Dat wijst op een lichaamslengte van zo'n drie meter. Het toegewezen exemplaar zou 60% van die lengte hebben, dus een kleine twee meter. Dat alleen al zou bewijzen dat het niet om hetzelfde individu ging.

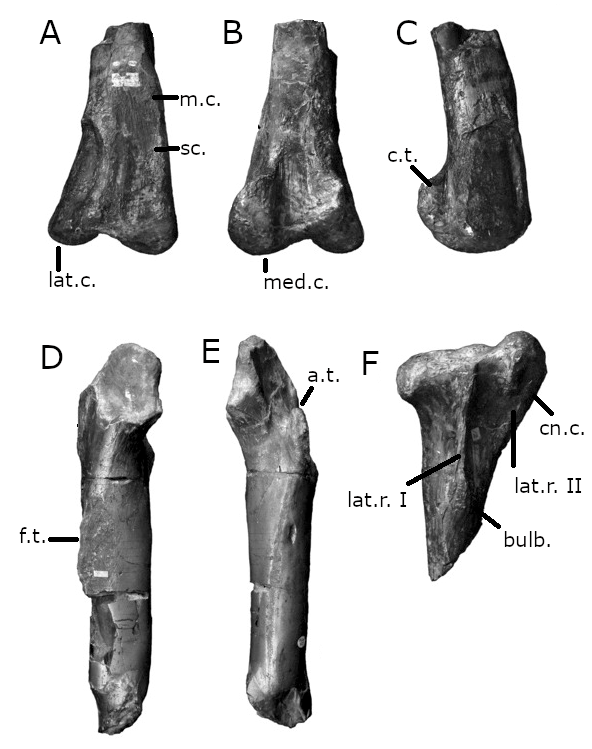
Foto's van het typemateriaal

In het naamgevende artikel liet Baron de soort afbeelden met een vacht van primitieve veren. Dat past bij de Ornithoscelida-hypothese waarvan Baron zelf een van de belangrijkste verdedigers is en die stelt dat Theropoda en Ornithischia samen een tak vormen waarvoor een verenkleed een plausibele synapomorfie is.
Baron stelde enkele onderscheidende kenmerken vast ten opzicht van alle andere Theropoda. Drie daarvan zijn autapomorfieën, unieke afgeleide eigenschappen. De voorkant van het dijbeen wordt doorboord door foramen aan de binnenzijde van de belangrijkste richel die een scheiding vormt tussen de spiergroepen. Op de buitenzijde van het scheenbeen loopt een uitstekende crista fibularis die doorloopt tot het boveneinde van het scheenbeen en onderaan eindigt als een gezwollen verbreding. De buitenste lob van het bovenvlak van het scheenbeen heeft een achterste buitenrand die van binnen bekeken een scherpe hoek vormt.
Daarnaast is er een unieke combinatie van op zich niet unieke kenmerken. Op de voorzijde van het onderste uiteinde van het dijbeen loopt een grote verticale verruwing langs de binnenzijde. Er bevindt zich een kam op de binnenste onderzijde. Het dijbeen heeft een lemmetvormige goed ontwikkelde trochanter anterior die door een kloof gescheiden wordt van de dijbeenkop.  Het plateau van de trochanter is laag en zwak ontwikkeld. De onderste gewrichtsknobbels van het dijbeen worden vooraan gescheiden door een diepe en nauwe trog. De binnenste onderste gewrichtsknobbel heeft van voor naar achter een diameter die ruwweg gelijk is aan de gemiddelde breedte overdwars van het gewrichtsvlak van het dijbeen. De crista cnemialis is van voor naar achter langwerpig en reikt verder naar boven dan   zowel de binnenste als de buitenste lob van het bovenvlak. De buitenrand van het bovendeel van het scheenbeen heeft een scherpe verticale kam die evenwijdig loopt aan de crista fibularis, maar niet onderaan overloopt in die crista om een gevorkte kam te vormen die een bovenliggende uitholling begrenst, zoals wel gebeurt bij verschillende verwanten. De onderste binnenste en buitenste gewrichtsknobbels van het scheenbeen staan ongeveer even ver naar achteren op de achterrand geplaatst. De achterste lobben van het bovenvlak van het scheenbeen zijn gescheiden door een duidelijke kloof.

## Fylogenie

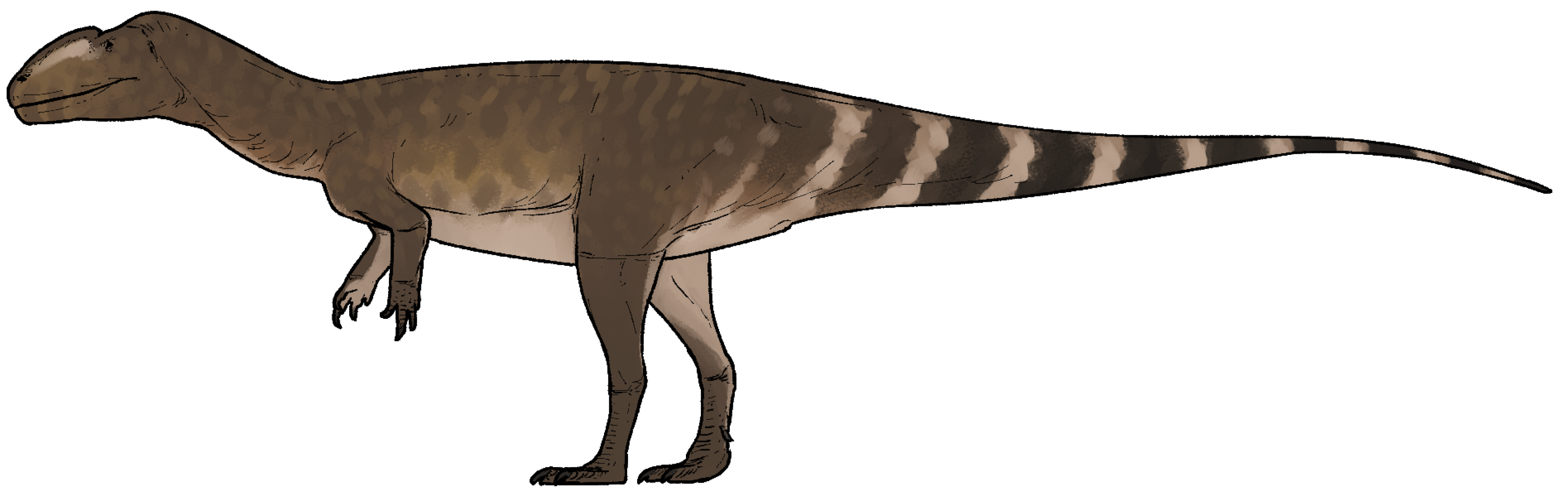
Dornraptor

Dornraptor is basaal in de Averostra geplaatst in een polytomie of "kam" met Elaphrosaurus, Cryolophosaurus en een clade die Allosaurus en Piatnitzkysaurus bevat, welke vormen weer veel ruimere groepen vertegenwoordigen.
Het volgende cladogram toont de positie van Dornraptor in de evolutionaire stamboom volgens het beschrijvende artikel.
|  | Liliensternus  |
|  |                |
|  | Lophostropheus |
|  |                |

|  | Procompsognathus |
|  |                  |
|  | Coelophysis      |
|  |                  |

|  | 'Syntarsus' |
|  |             |
|  | Dracoraptor |
|  |             |

|  | Eoabelisaurus |
|  |               |
|  | Ceratosaurus  |
|  |               |

|  | Dornraptor                                                      |
|  |                                                                 |
|  | Elaphrosaurus                                                   |
|  |                                                                 |
|  | Cryolophosaurus                                                 |
|  |                                                                 |
|  | \| \| Allosaurus \| \| \| \| \| \| Piatnitzkysaurus \| \| \| \| |
|  |                                                                 |
|  | Allosaurus                                                      |
|  |                                                                 |
|  | Piatnitzkysaurus                                                |
|  |                                                                 |

|  | Allosaurus       |
|  |                  |
|  | Piatnitzkysaurus |
|  |                  |

|  | Eoabelisaurus |
|  |               |
|  | Ceratosaurus  |
|  |               |

|  | Dornraptor                                                      |
|  |                                                                 |
|  | Elaphrosaurus                                                   |
|  |                                                                 |
|  | Cryolophosaurus                                                 |
|  |                                                                 |
|  | \| \| Allosaurus \| \| \| \| \| \| Piatnitzkysaurus \| \| \| \| |
|  |                                                                 |
|  | Allosaurus                                                      |
|  |                                                                 |
|  | Piatnitzkysaurus                                                |
|  |                                                                 |

|  | Allosaurus       |
|  |                  |
|  | Piatnitzkysaurus |
|  |                  |

|  | Eoabelisaurus |
|  |               |
|  | Ceratosaurus  |
|  |               |

|  | Dornraptor                                                      |
|  |                                                                 |
|  | Elaphrosaurus                                                   |
|  |                                                                 |
|  | Cryolophosaurus                                                 |
|  |                                                                 |
|  | \| \| Allosaurus \| \| \| \| \| \| Piatnitzkysaurus \| \| \| \| |
|  |                                                                 |
|  | Allosaurus                                                      |
|  |                                                                 |
|  | Piatnitzkysaurus                                                |
|  |                                                                 |

|  | Allosaurus       |
|  |                  |
|  | Piatnitzkysaurus |
|  |                  |

|  | Eoabelisaurus |
|  |               |
|  | Ceratosaurus  |
|  |               |

|  | Dornraptor                                                      |
|  |                                                                 |
|  | Elaphrosaurus                                                   |
|  |                                                                 |
|  | Cryolophosaurus                                                 |
|  |                                                                 |
|  | \| \| Allosaurus \| \| \| \| \| \| Piatnitzkysaurus \| \| \| \| |
|  |                                                                 |
|  | Allosaurus                                                      |
|  |                                                                 |
|  | Piatnitzkysaurus                                                |
|  |                                                                 |

|  | Allosaurus       |
|  |                  |
|  | Piatnitzkysaurus |
|  |                  |

|  | Liliensternus  |
|  |                |
|  | Lophostropheus |
|  |                |

|  | Procompsognathus |
|  |                  |
|  | Coelophysis      |
|  |                  |

|  | 'Syntarsus' |
|  |             |
|  | Dracoraptor |
|  |             |

|  | Eoabelisaurus |
|  |               |
|  | Ceratosaurus  |
|  |               |

|  | Dornraptor                                                      |
|  |                                                                 |
|  | Elaphrosaurus                                                   |
|  |                                                                 |
|  | Cryolophosaurus                                                 |
|  |                                                                 |
|  | \| \| Allosaurus \| \| \| \| \| \| Piatnitzkysaurus \| \| \| \| |
|  |                                                                 |
|  | Allosaurus                                                      |
|  |                                                                 |
|  | Piatnitzkysaurus                                                |
|  |                                                                 |

|  | Allosaurus       |
|  |                  |
|  | Piatnitzkysaurus |
|  |                  |

|  | Eoabelisaurus |
|  |               |
|  | Ceratosaurus  |
|  |               |

|  | Dornraptor                                                      |
|  |                                                                 |
|  | Elaphrosaurus                                                   |
|  |                                                                 |
|  | Cryolophosaurus                                                 |
|  |                                                                 |
|  | \| \| Allosaurus \| \| \| \| \| \| Piatnitzkysaurus \| \| \| \| |
|  |                                                                 |
|  | Allosaurus                                                      |
|  |                                                                 |
|  | Piatnitzkysaurus                                                |
|  |                                                                 |

|  | Allosaurus       |
|  |                  |
|  | Piatnitzkysaurus |
|  |                  |

|  | Eoabelisaurus |
|  |               |
|  | Ceratosaurus  |
|  |               |

|  | Dornraptor                                                      |
|  |                                                                 |
|  | Elaphrosaurus                                                   |
|  |                                                                 |
|  | Cryolophosaurus                                                 |
|  |                                                                 |
|  | \| \| Allosaurus \| \| \| \| \| \| Piatnitzkysaurus \| \| \| \| |
|  |                                                                 |
|  | Allosaurus                                                      |
|  |                                                                 |
|  | Piatnitzkysaurus                                                |
|  |                                                                 |

|  | Allosaurus       |
|  |                  |
|  | Piatnitzkysaurus |
|  |                  |

|  | Eoabelisaurus |
|  |               |
|  | Ceratosaurus  |
|  |               |

|  | Dornraptor                                                      |
|  |                                                                 |
|  | Elaphrosaurus                                                   |
|  |                                                                 |
|  | Cryolophosaurus                                                 |
|  |                                                                 |
|  | \| \| Allosaurus \| \| \| \| \| \| Piatnitzkysaurus \| \| \| \| |
|  |                                                                 |
|  | Allosaurus                                                      |
|  |                                                                 |
|  | Piatnitzkysaurus                                                |
|  |                                                                 |

|  | Allosaurus       |
|  |                  |
|  | Piatnitzkysaurus |
|  |                  |